# بيت شائع (بني العوام)

تعديل مصدري - تعديل

بيت شائع هي إحدى قرى عزلة قطعة الصرابي بمديرية بني العوام التابعة لمحافظة حجة، بلغ تعداد سكانها 71 نسمة حسب تعداد اليمن لعام 2004.